# Maestà di Orvieto
La Maestà di Orvieto è un dipinto a tempera e oro su tavola (238x135 cm) di Coppo di Marcovaldo, databile al 1265 circa e conservata nel Museo dell'Opera del Duomo a Orvieto. 

## Storia
L'opera è attribuita all'artista sulla base delle similitudini con l'unica opera certa dell'autore, la Madonna del Bordone a Siena, eseguita nel 1261. È assai probabile che l'opera orvietana, già nella chiesa di Santa Maria dei Servi, fosse stata commissionata proprio dopo il successo dell'opera senese, situata in un'altra chiesa dell'ordine servita.
L'attribuzione all'artista è generalmente accettata, ma non dalla totalità della critica.

## Descrizione e stile
Al centro della tavola è raffigurata la Madonna, con la corona e un'aureola a raggiera, seduta in trono e col Bambino benedicente; a differenza della Maestà senese, il Bambino si trova sulla sinistra, anziché sulla consueta destra. Entrambi i volti di Gesù e Maria vennero ridipinti.
Secondo le consuetudini dell'arte bizantina, Gesù è raffigurato come un piccolo filosofo, mentre regge con la sinistra il rotolo delle sacre scritture e con la destra benedice la madre: si tratta di un gesto simbolico, che allude alla benedizione di Gesù verso la Chiesa, simboleggiata dalla Madonna. L'unico accenno al peso della figura di Gesù è dato dal ginocchio sollevato su cui si appoggia, quello destro di Maria. Essa, con le dita lunghe e affusolate, sfiora il piedino del figlio e lo cinge ai fianchi con un sovrabbondante drappo chiaro. Il panneggio appare sovrabbondante di pieghe, trattate in maniera geometrica, con piano schiacciati illuminati dall'agemina, stesa in maniera complessa ed elegante, senza ricorrere a schematismi.
Il trono è fondamentalmente bidimensionale, fatto di più piani visti frontalmente: la base con un decoro fitomorfo classicheggiante, i due cuscini rigonfi (dove non si legge alcuna pressione dei corpi seduti) e la spalliera dai fianchi bombati, coperta da un drappo e decorata da giglietti. Fa eccezione la pedana che, come in altre opere dell'epoca, è inclinata secondo un intuitivo scorcio prospettico. dietro la spalliera si levano due angeli simmetrici a metà figura, di proporzioni rigorosamente minorate, indicanti Maria e reggenti un bastone fiorito, allusione astratta al giglio dell'annunciazione. Hanno un'ala girata verso l'alto, a incorniciare meglio l'aureola dorata che così non si annulla nello sfondo uniforme dello stesso prezioso materiale.
Rispetto alla Madonna senese è evidente un maggiore ricorso alla decorazione vistosa e una più marcata energia in alcuni dettagli, come le striature dorate più evidenti, la curvatura dello schienale della Madonna più ampia, quasi a creare una quinta. Inoltre la posa è leggermente differente con la Madonna di poco più arcuata per il movimento "irrequieto" delle gambe del Bambino.